# Sammy Crooks
Samuel Dickinson Crooks, noto come Sammy Crooks (Bearpark, 16 gennaio 1908 – Belper, 3 febbraio 1981), è stato un calciatore e allenatore di calcio inglese, di ruolo centrocampista.

## Carriera
Giocò per quasi tutta la carriera nel Derby County, con cui vinse la FA Cup nel 1946.

## Palmarès

### Giocatore

#### Competizioni nazionali
- Coppa d'Inghilterra: 1

Derby County: 1945-1946